# Солсберийский собор
Солсберийский собор (англ. Salisbury Cathedral), полностью Кафедральный собор Пресвятой Девы Марии (англ. Cathedral Church of the Blessed Virgin Mary) — готический собор Девы Марии в городе Солсбери, центр солсберийской епархии. Возведён в своей основной части всего за 38 лет (1220—1258), потому считается чистейшим образцом раннеанглийской готики. Знаменит своим 123 метровым шпилем, будучи самым высоким средневековым зданием в Великобритании.

## Рекорды
После того, как в 1561 году сгорел шпиль старого собора святого Павла в Лондоне (489 футов (149 м)), шпиль солсберийского собора (404 фута (123 м)) стал высочайшим в Англии. Его деревянный каркас доступен для осмотра изнутри. Несколько дубовых балок, датированных 1240 годом, несут старейшие в христианской Европе арабские цифры (при маркировке балок использовались цифры 1, 2, 3 и 4, а также буквы N и Ф).
Собору принадлежит самая большая территория (80 акров = 32 га) и самый большой клуатр.
Также в нём находятся одни из старейших в мире (1386) действующих механических часов и лучше всего сохранившийся экземпляр оригинальной Великой хартии вольностей из четырёх существующих.

## История

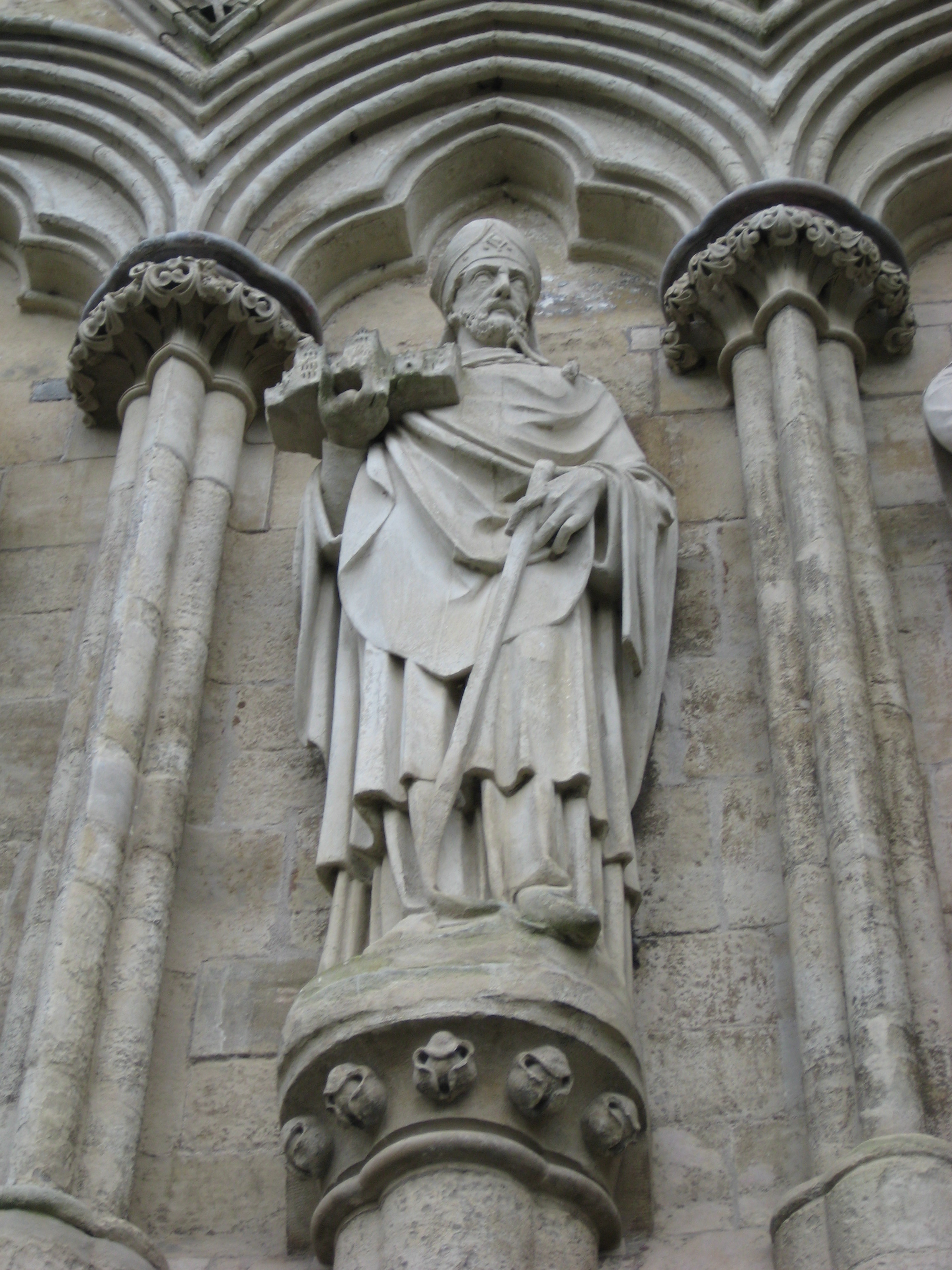
Скульптура Ричарда Бедного с моделью собора, западный фасад

Предшественником солсберийского кафедрального собора является норманнский собор 1190 года в Старом Саруме — ныне несуществующем древнем поселении в двух милях от современного Солсбери. В 1219 году, в связи с разногласиями между шерифом Уилтшира и епископом Солсберийским, кафедра была перемещена из городка на близлежащую равнину, где началось возведение нового собора. Вокруг стройки начал быстро расти город — Новый Сарум, или Солсбери, что привело в итоге к упадку его древнего предшественника, дома и стены которого постепенно разбирались на строительный материал. Землю для строительства пожертвовал богатый дворянин и епископ Солсберийский (с 1217) Ричард Бедный. По легенде, епископ Старого Сарума выстрелил в том направлении, в котором хотел перенести собор, попал в оленя, и на том месте, где олень умер, и было выстроено новое здание.
Строительство шло на пожертвования от каноников и викариев юго-восточной Англии, с которых собирали ежегодно известную сумму вплоть до завершения строительства. Фундамент заложен 28 апреля 1220 года графом и графиней Солсбери — Уильямом Длинный Меч и Элой Солсберийской. Большая часть камня для резной работы добыта в Teffont Evias Quarry and Lane Cutting. Из-за высокого уровня грунтовых вод, фундамент собора имеет глубину заложения лишь 4 фута (1,2 м). К 1258 году неф, трансепт и хоры были завершены. Позже самого собора достраивались только клуатры (1240), капитулярная зала (1263) и башня со шпилем, который вознёсся на 404 фута (123 м) в 1320 году. Столь короткий период строительства привёл к тому, что весь собор является образцом одного стиля раннеанглийской готики. В общей сложности, на строительство потрачено 70 000 тонн камня, 3000 тонн дерева и 450 тонн свинца.
Собор наиболее известен своим шпилем, который, однако, при весе в 6500 тонн, вполне мог повторить судьбу шпилей в Мальмсберийском аббатстве (1180—1500) Линкольнском (1311—1549) и Чичестерском (1402—1861) соборах. Тем не менее, с помощью железных скреплений и распорок, которыми Кристофер Рен укрепил деформированные опорные конструкции в 1668 году, Солсбери остаётся самым высоким средневековым шпилем в стране. Чтобы скрыть эти подпорки, в фонаре башни устроен фальшпотолок.
В 1790 году к собору приложил руку Джеймс Уайетт, который убрал оригинальную алтарную преграду и разобрал колокольню, стоявшую в сотне метров северо-западнее собора, и, таким образом, Солсбери входит в число трёх английских соборов, не имеющих колокольного звона (другие — Норидж и Или). В Солсбери лишь средневековые часы отбивают четверти с помощью колоколов.
С 1863 по 1953 годы вокруг собора отмечали появление соколов-сапсанов. С 2013 года они возобновили гнездование на башне собора.

### XXI век
В феврале 2016 года на тропинке близ собора была установлена скульптура Софи Райдер «Поцелуй» (англ. The Kiss), которая должна была оставаться там до июля, но уже несколько дней спустя её пришлось убрать, потому что люди врезались в неё, набирая на ходу текстовые сообщения.
25 октября 2018 года была предпринята попытка похищения Великой хартии вольностей, сработала сигнализация, внешний слой стекла на витрине с хартией оказался разбит, но документ не пострадал. Вскоре подозреваемого задержали, и в январе 2020 года 47-летний житель Кента Марк Ройден (англ. Mark Royden) был признан виновным в попытке кражи и причинении материального ущерба в £14,466.
С 16 января 2021 года в соборе действует вакцинационный пункт, для его посетителей играет орган.

## Архитектура

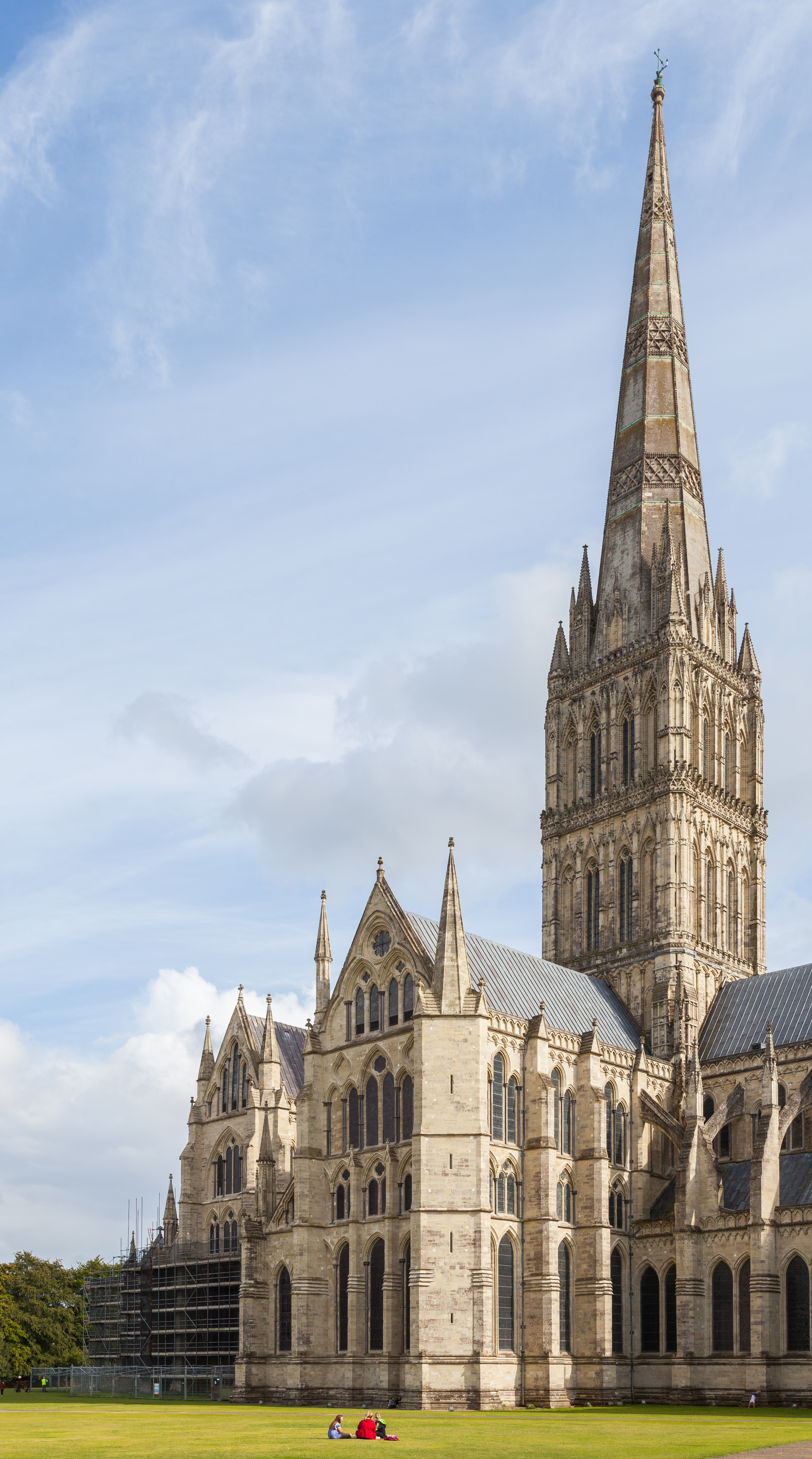
Северный фасад
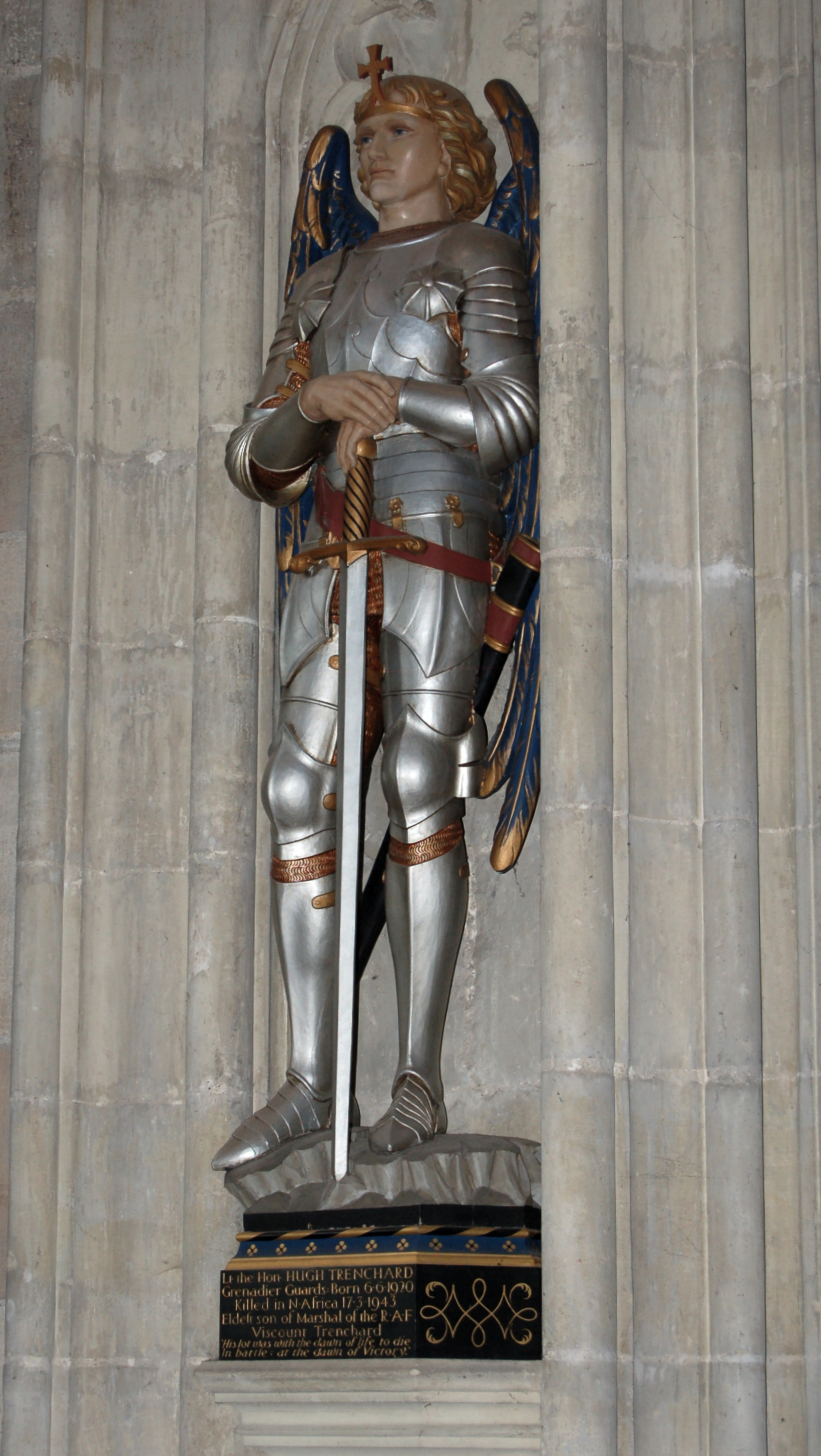
Памятник виконту Хью Тренчарду
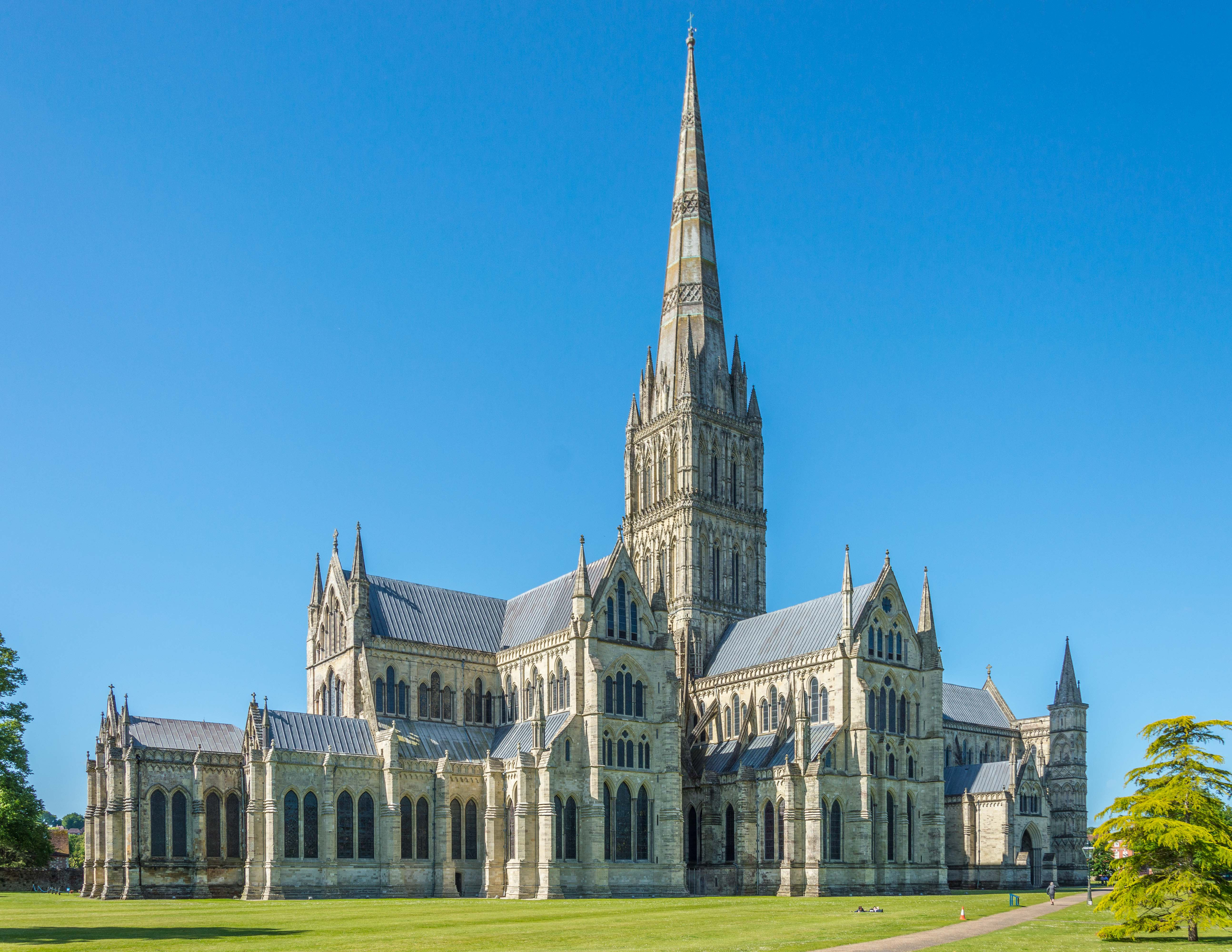
Вид с северо-востока
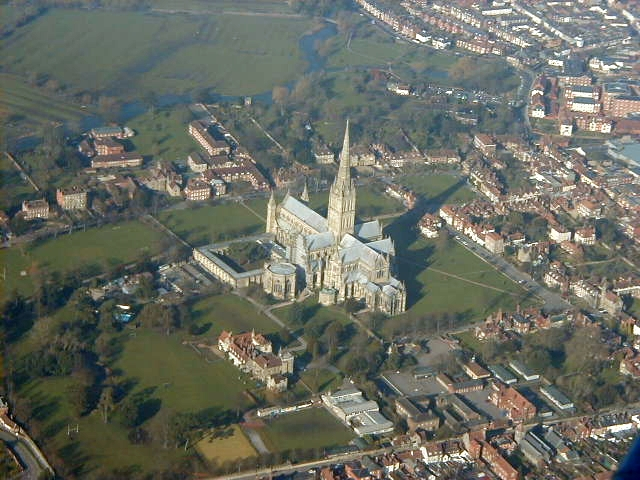
Вид с воздуха
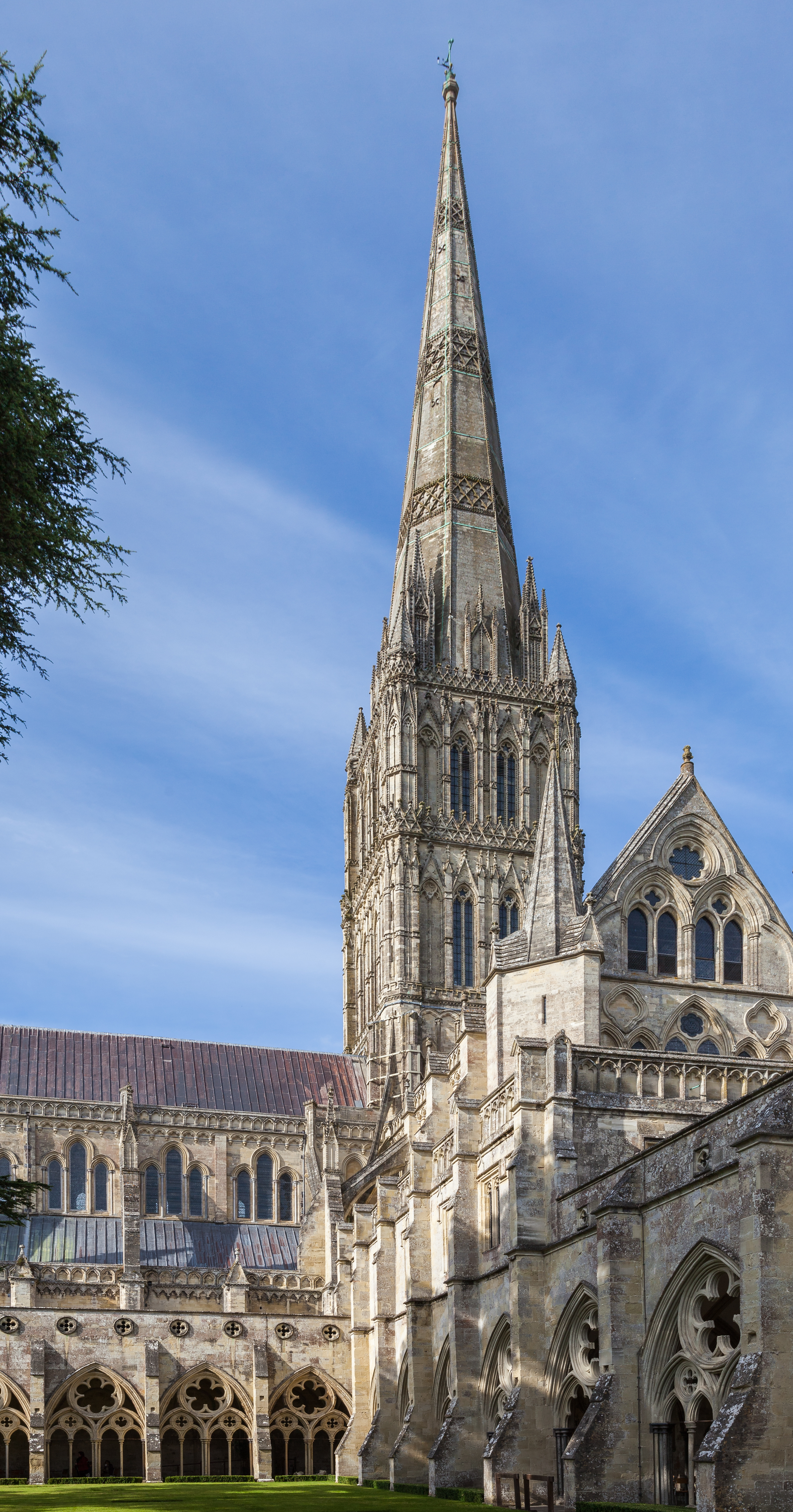
Шпиль, вид из клуатра
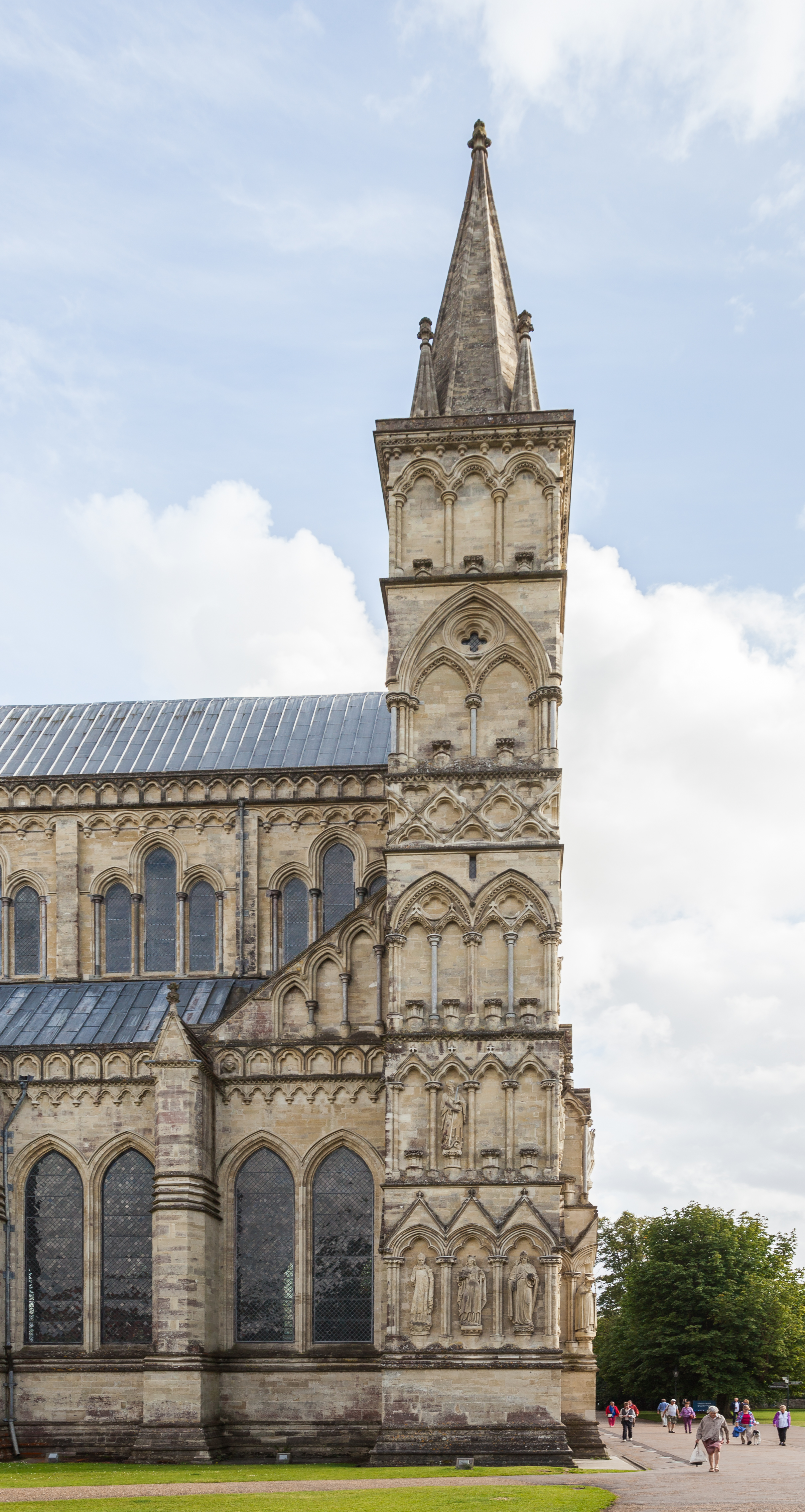
Западный фасад, вид сбоку

| Длина       | общая           | 442 фута (135 м) |
| Длина       | нефа            | 234 фута (71 м)  |
| Ширина нефа | Ширина нефа     | 78 футов (24 м)  |
| Высота      | хоров           | 84 фута (26 м)   |
| Высота      | башни без шпиля | 225 футов (69 м) |
| Высота      | шпиля от земли  | 404 фута (123 м) |

### Западный фасад

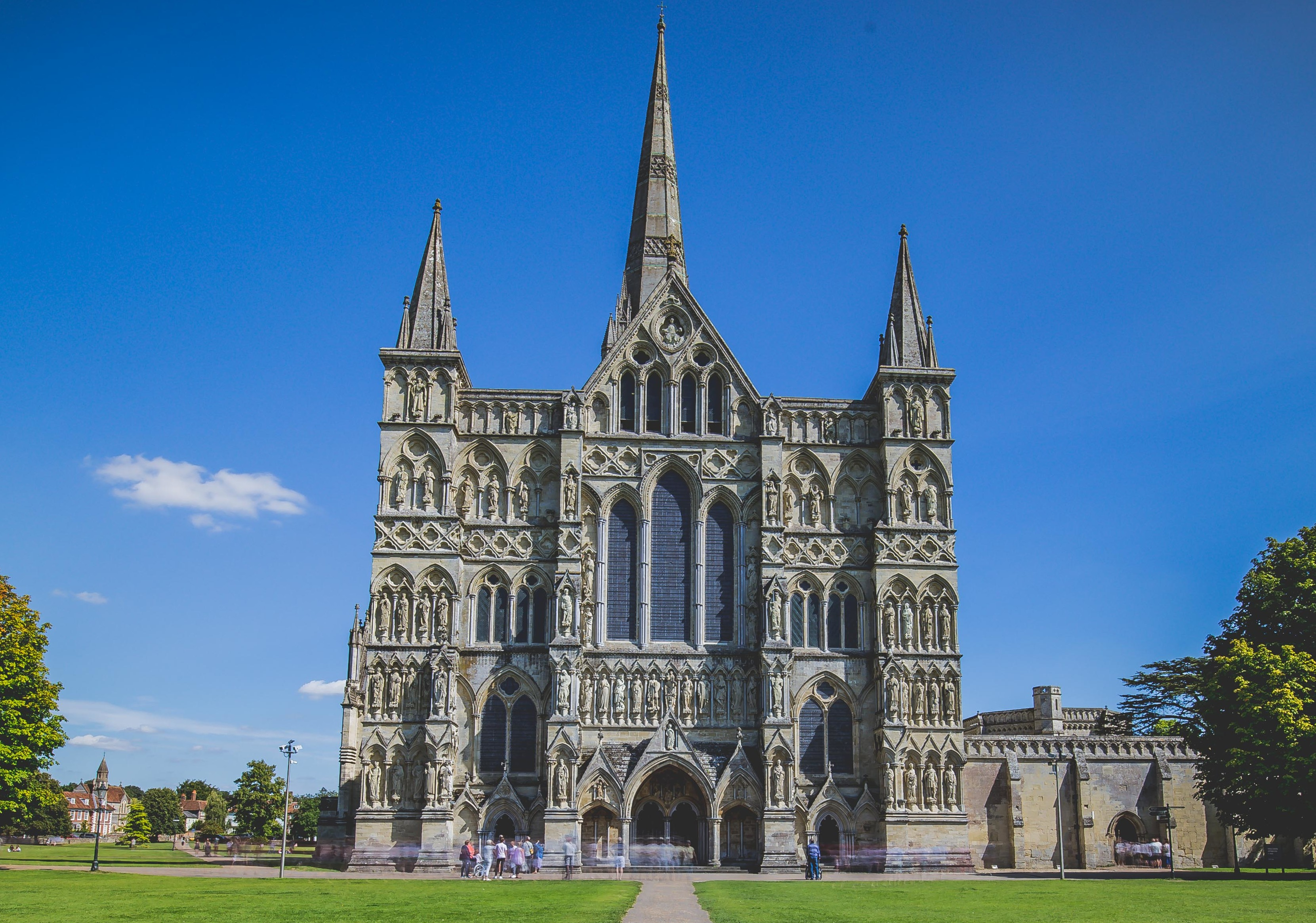
Западный фасад

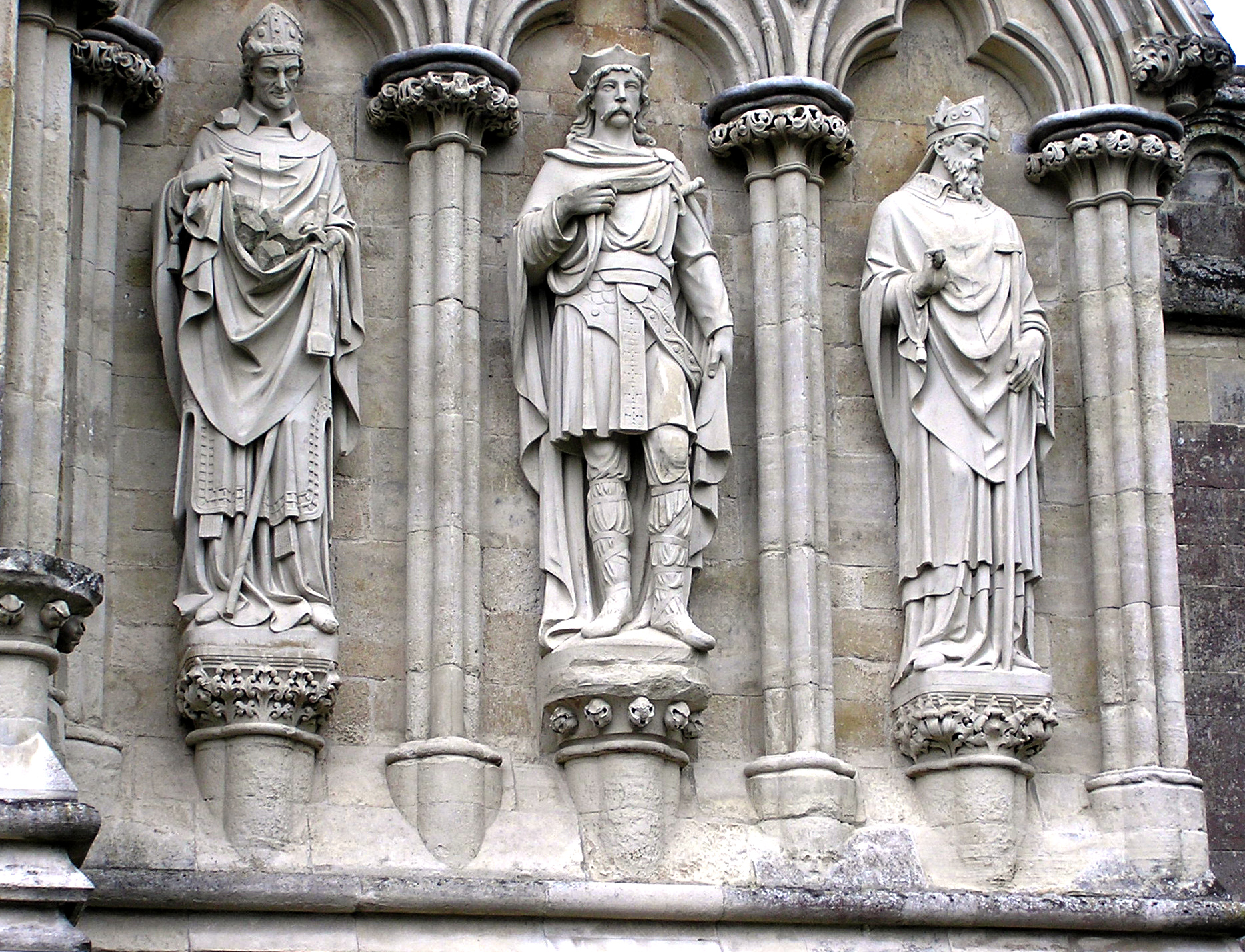
Скульптуры западного фасада

Западный фасад безусловно современен всей остальной постройке и представляет собой квадрат со стороной 108 футов (33 м). В отличие от Уэллского или Личфилдского собора, ему недостаёт соразмерных башен и шпилей. Его основными объёмами являются две увенчанные небольшими шпилями башни для внутренних лестниц по бокам и двух пилонов с нишами, поддерживающих арку центрального трёхпролётного стрельчатого окна. Над этим окном щипец с четырьмя ланцетными и двумя окнами в виде четырёхлистников, над которыми мандорла со «Спасом в силах». Портал с термя дверьми, центральная больше боковых. Весь фасад обильно украшен колонками, трёх- четырёхлистниками и полосами орнамента.
Всего на фасаде собора 130 ниш, 73 из которых заняты скульптурами. Ряды этих ниш опоясывают весь собор. На западном фасаде в пяти ярусах (за исключением мандорлы) представлены ангелы и архангелы, ветхозаветные патриархи, апостолы и евангелисты, мученики, доктора и философы Церкви, и в самом нижнем ярусе знать, священники и миряне. Только семь скульптур относятся к XIV веку, большинство было изготовлено в викторианскую эпоху, и несколько современных.
Алек Клифтон-Тэйлор (англ. Alec Clifton-Taylor) считал фасад Солсберийского собора худшим представителем своего типа и скверной пародией на фасад Уэллского собора. Архитектуру его он считал неоднородной, а неоготическую скульптуру скверной и безвкусной.

### Неф

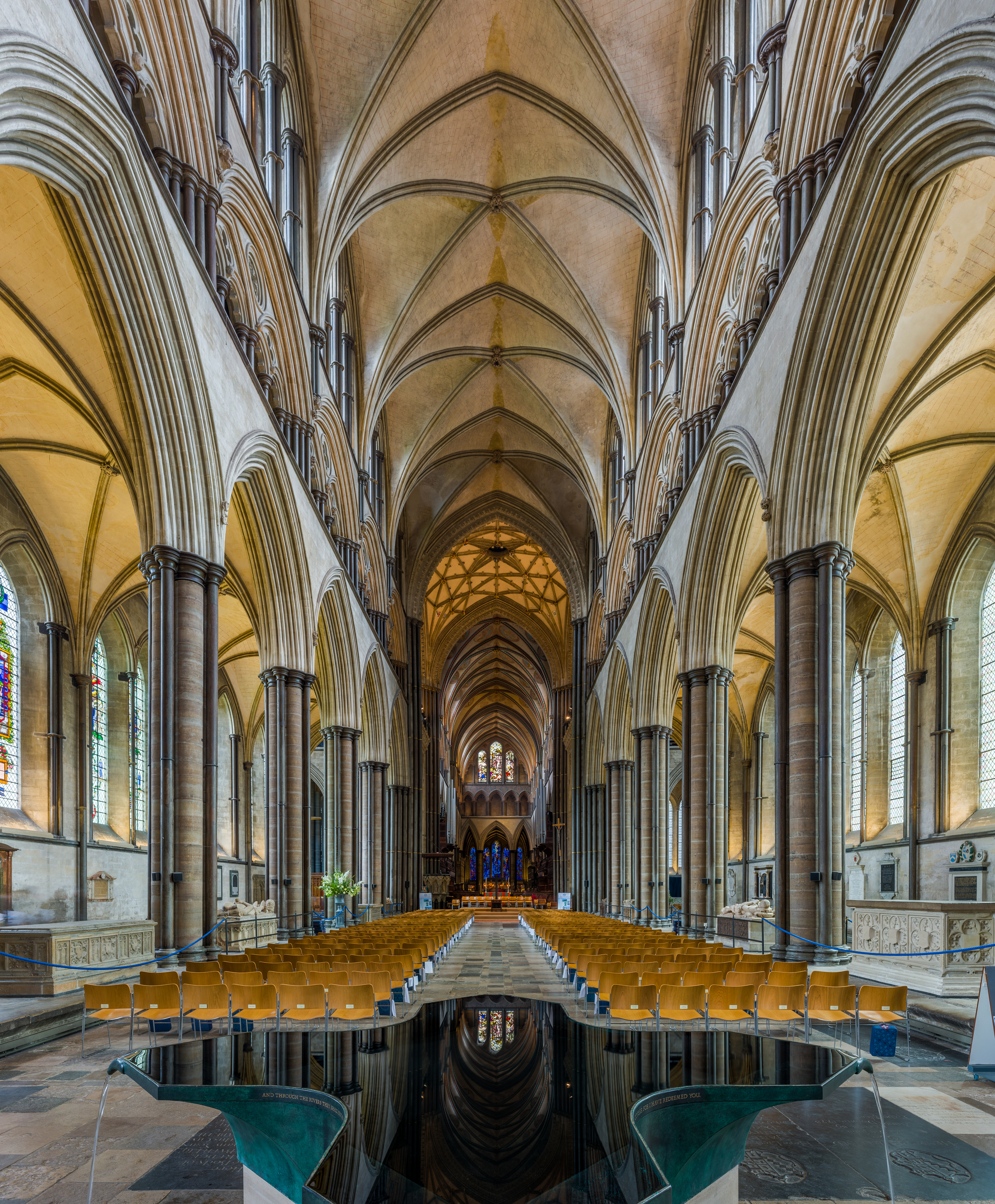
Интерьер нефа и купель

Неф Солсберийского собора необычен для английской готики своими пропорциями: он узкий и относительно высокий. Бросается в глаза красочность использованных строителями материалов. Светлый известняк контрастирует с тонкими колонками, подоконниками и капителями, изготовленными из тёмного, блестящего «пурбекского мрамора». Вертикальное членение нефа трёхуровневое: высокая стрельчатая аркада, открытый трифорий и небольшой третий ярус с окнами.

### Купель
Современная купель скульптора Уильяма Пая (англ. William Pye (sculptor)) установлена в соборе в 2008 году и является самой большой в Англии, хотя не всеми прихожанами замена прежней неоготической купели была воспринята благосклонно, говорили, что это «перемена ради перемен». Крестообразный сосуд шириной 3 метра наполнен водой до краёв, и она вытекает тонкими струйками с четырёх концов. Купель обошлась в £180,000, собранных пожертвованиями.

### Капитулярная зала и Великая хартия вольностей

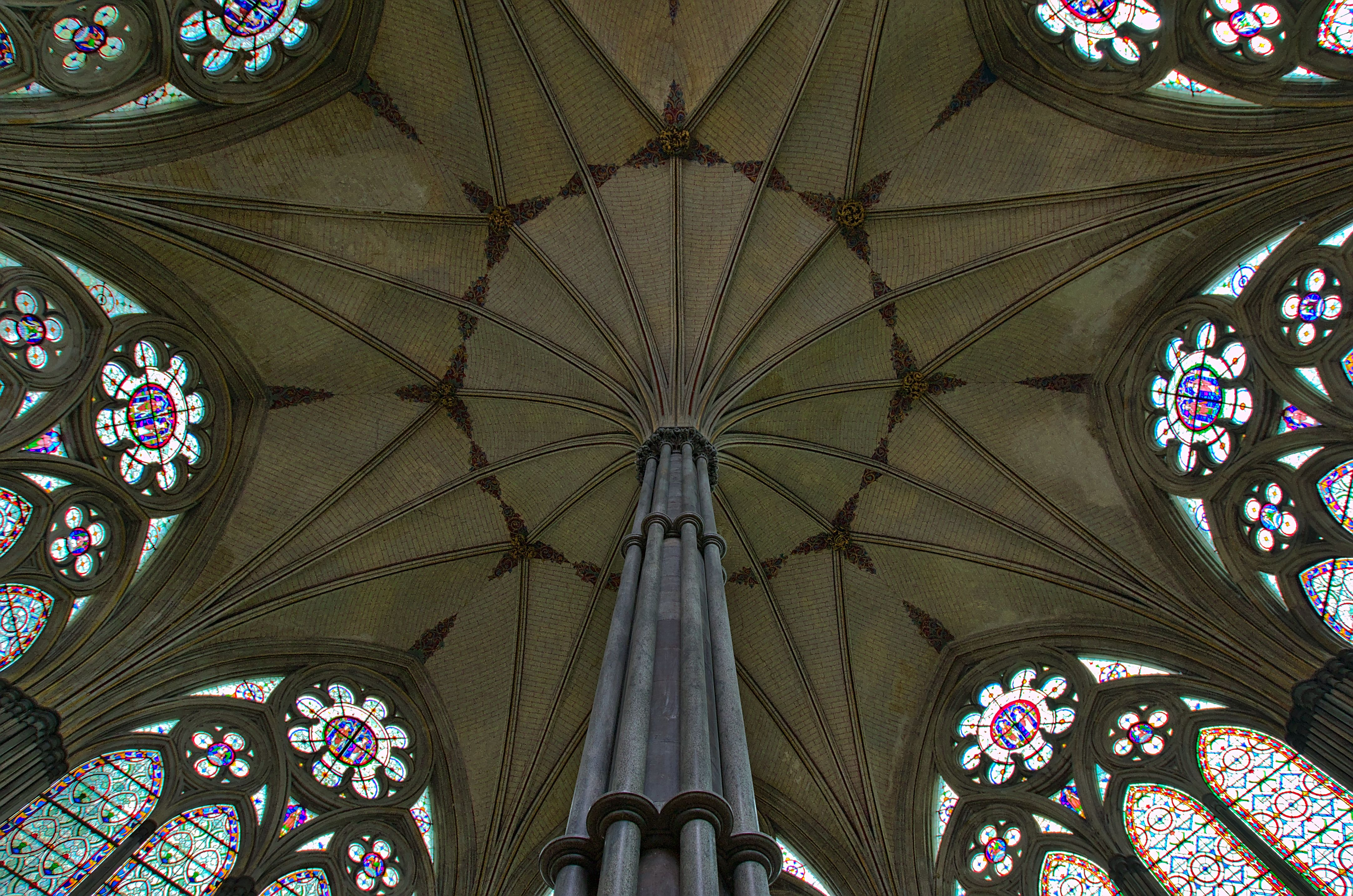
Свод капитулярной залы

Капитулярная зала восьмиугольной формы, свод её поддерживает тонкая центральная колонна. Её внутреннее убранство переделывалось в 1855-9 годах Уильямом Бёрджесом, но фриз, опоясывающий залу выше скамей — средневековый, он изображает сцены из книг Бытия и Исхода: Адам и Ева, Ной, Вавилонская башня, Авраам, Исаак и Иаков.
В зале выставлена лучшая из сохранившихся четырёх первых копий Великой хартии вольностей, которая оказалась в Солсбери, потому что Элайас Деремский (нем. Elias of Dereham), присутствовавший при её подписании в 1215 году, был ответственным за распространение копий хартии. Позднее он стал каноником в Солсбери и занимался строительством собора.

## В искусстве

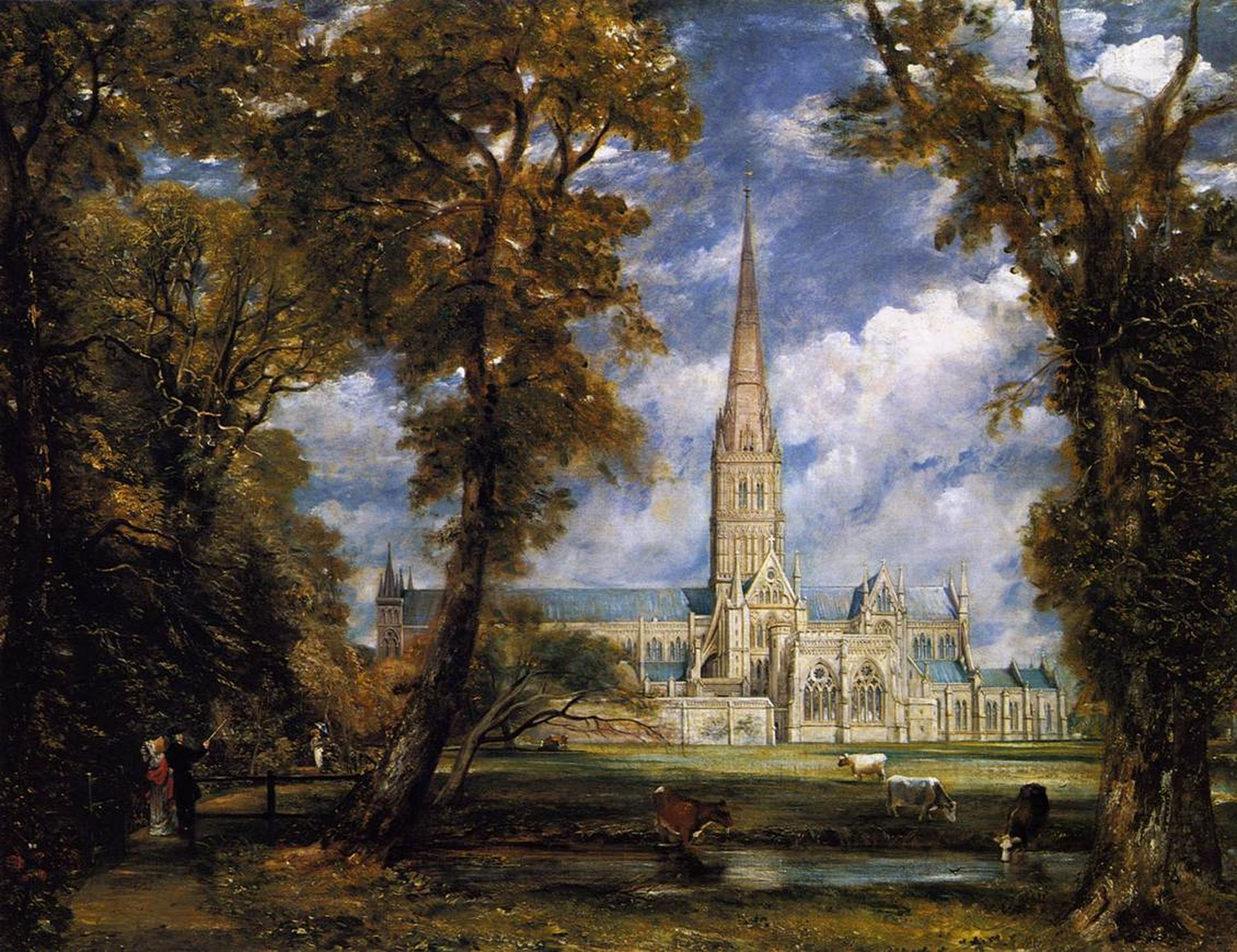
«Вид на собор в Солсбери из епископского сада», Дж. Констебл, х/м, 88,9×112,4, вариант из Коллекции Фрика, ок. 1825

Солсберийскому собору посвящено несколько знаменитых картин Джона Констебла, причём за прошедшие с тех пор двести лет изображённые на них виды не сильно изменились.
Роман Голдинга «Шпиль» (1964) повествует, как в XIV веке вымышленный настоятель собора Джослин одержим идеей выстроить 400-футовый шпиль, несмотря на противодействие окружающих. Строительство собора является важным элементом сюжета исторического романа Эдварда Резерфорда «Сарум» (англ. Sarum, 1987). Солсберийский собор является одним из двух прототипов вымышленного Кингсбриджского собора в историческом романе Кена Фоллетта «Столпы Земли» (1989), и использовался в мини-сериале по этому роману (2010).

## Погребения
- Уильям Длинный Меч, 3-й граф Солсбери[31] (ок. 1165—1226) единокровный брат Иоанна Безземельного, незаконнорожденный сын Генриха II, первый погребённый в соборе[32]
- леди Катерина Грей, графиня Хартфордская (1540—1568), сестра «девятидневной королевы» Джейн Грей
- Эдуард Сеймур, 1-й граф Хартфорд (1539—1621), племянник королевы Джейн Сеймур и супруг леди Катерины Грей
- Роджер Солсберийский, епископ (1102—1139) и соратник Генриха I
- Уолтер Хангерфорт, 1-й барон Хангерфорт (1378—1449), кавалер ордена Подвязки, государственный деятель
- Роберт Хангерфорт, 3-й барон Хангерфорт (1431—1464), участник Столетней войны и войны роз на стороне Ланкастеров
- Мэри Синдни, графиня Пембрук (1561—1621), поэтесса и меценат
- Уильям Герберт, 3-й граф Пембрук (1580—1630), сын Мэри Сидни, ректор Оксфордского университета, основатель колледжа Пембрук. Профинансировал публикацию первого фолио Шекспира
- Филипп Герберт, 4-й граф Пембрук (1584—1650), сын Мэри Сидни, фаворит Якова I, меценат и собиратель живописи
- сэр Эдвард Хит (1916—2005), премьер-министр (1970—1974), член парламента (1950—2001), последние 20 лет жизни провёл в усадьбе Арунделс[англ.] поблизости от собора[33].

## Часы

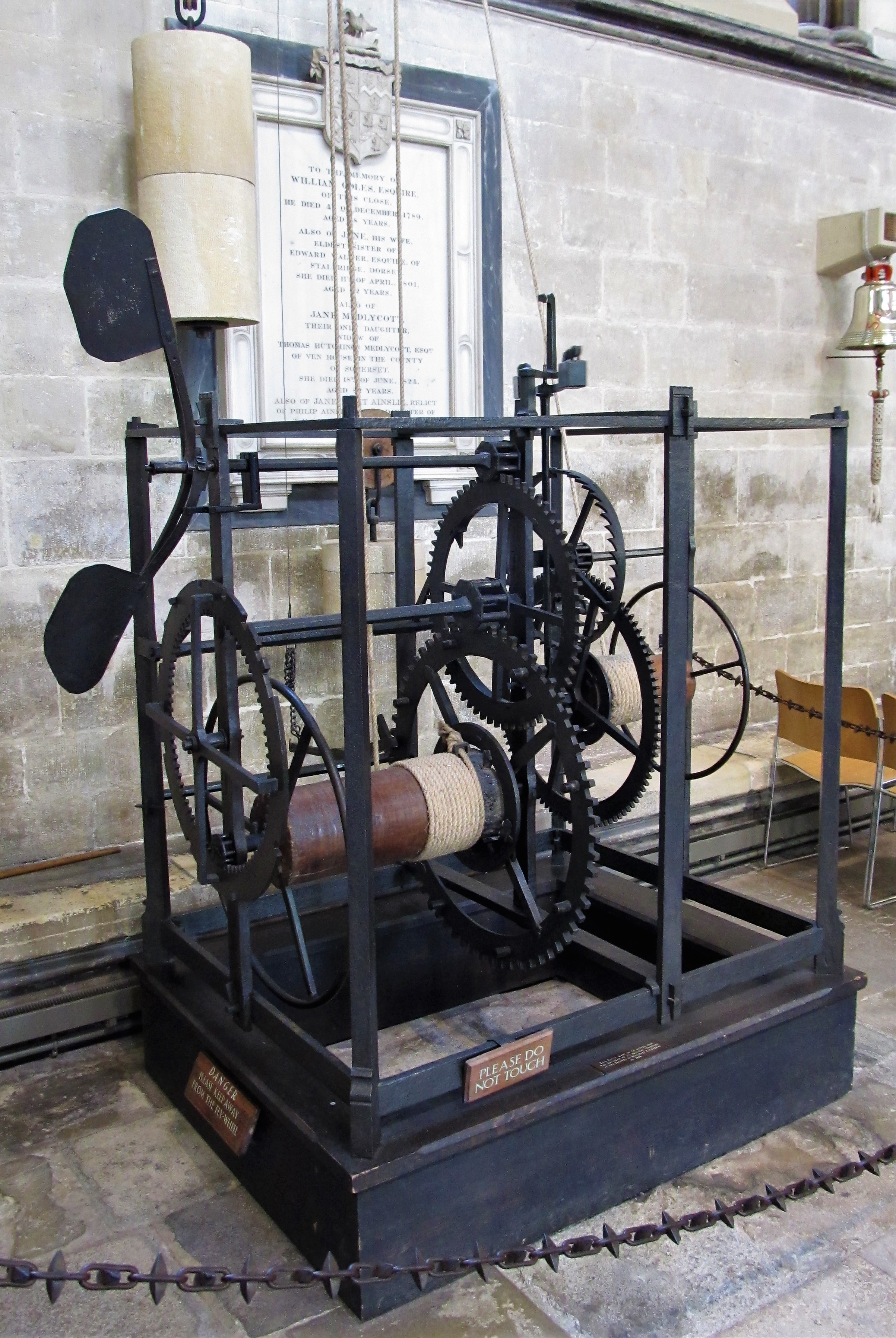
Средневековый штыревой часовой механизм

Часы, датируемые 1386 годом, считаются старейшим действующим часовым механизмом в мире. У них нет циферблата, как и у всех часов той эпохи, которые лишь отбивали время при помощи колокола. Изначально они стояли на колокольне, разобранной в 1792 году, откуда были при этом перемещены в башню собора, где ходили до 1884 года. В том году их убрали на чердак, где часы простояли до 1928 года в полном забвении. В 1956 году их отреставрировали и пустили в ход, следующий ремонт часов был в 2007 году.

## Музыка

### Орган
Нынешний орган построен в 1877 году фирмой «Henry Willis & Sons». В нём 68 регистров на 4-х 61-клавишных мануалах (Хор, Хауптверк, Швеллер и Соло) и 30-клавишная педаль. Самые низкие регистры — 32-футовые открытые.
Соборный органист (с 1916 года) Уолтер Алкок руководил тщательной реставрацией инструмента, завершённой в 1934 году. Заботясь о том, чтобы орган «Отца Уиллиса» не потерял звучания, Алкок не позволял выносить из собора ни одной его детали, хотя несколько расширить инструмент и осовременить трактуру внуку Генри Уиллису третьему он разрешил. В 1969 году орган был отреставрировал и снова модернизирована трактура. Дальнейшие реставрации фирмой «Harrison & Harrison» в 1978 и 2006 годах включали переделки трактуры и капитальный ремонт консоли, а в 2019 году эта же фирма занялась полным ремонтом регистров с разборкой труб и виндлад, которые складируются в северном трансепте, а посетители специальной выставки могут слышать лишь записи звучания инструмента.
Предыдущий трёхмануальный с педалью, 25-регистровый орган мастера Сэмюэла Грина, подаренный в 1792 году Георгом III, располагался на каменной перегородке в раннеанглийском готическом стиле, отделявшей не хоры, как обычно, а северо-восточный трансепт. Считается, что эта перегородка перенесена откуда-то сэром Кристофером Реном для установки на ней органа Ренатуса Харриса, мастера эпохи Реставрации Стюартов. Орган Грина был демонтирован и перенесён в церковь св. Томаса с сохранением большей части труб.

#### Органисты
Первый известный органист Солсберийского собора — Джон Кеджвин (англ. John Kegewyn, 1463). Среди более близких к нашему времени соборных органистов известные композиторы и исполнители: Бертрам Луар-Селби (1853—1918), Чарльз Фредерик Саут (1850—1916), Уолтер Алкок, сэр Дэвид Валентин Уилкокс (1919—2015), Дуглас Альберт Гест (1916—1996), Кристофер Хью Дирнли (1930—2000), Ричард Годфри Сил (*1935) и ведущий BBC Саймон Лол (*1957).

### Хор
Солсберийский соборный хор ежегодно устраивает прослушивания для мальчиков и девочек 7—9 лет с зачислением прошедших в соборную школу, которая располагается в бывшем дворце епископа. Хоры мальчиков и девочек (по 16 человек) поют службы поочерёдно. Тенора, альты и басы — шестеро взрослых хористов. В 1993 году хор девочек впервые пел службу на BBC Radio 3.

## Соборные констебли[англ.]
История этих должностных лиц Солсберийского собора начинается в 1611 году, когда он приобрёл статус «либерти». В 1835 году был принят акт о муниципальных корпорациях, который ввёл муниципальную полицию, но права и обязанности соборных констеблей оставались наравне с городскими полицейскими вплоть до принятия акта о местном управлении в 1888 году, после чего соборные констебли остались по традиции для наблюдения за порядком на землях собора. Должности пяти констеблей были упразднены в 2010 году для снижения расходов, их заменили «регулировщики».

## Интерьеры

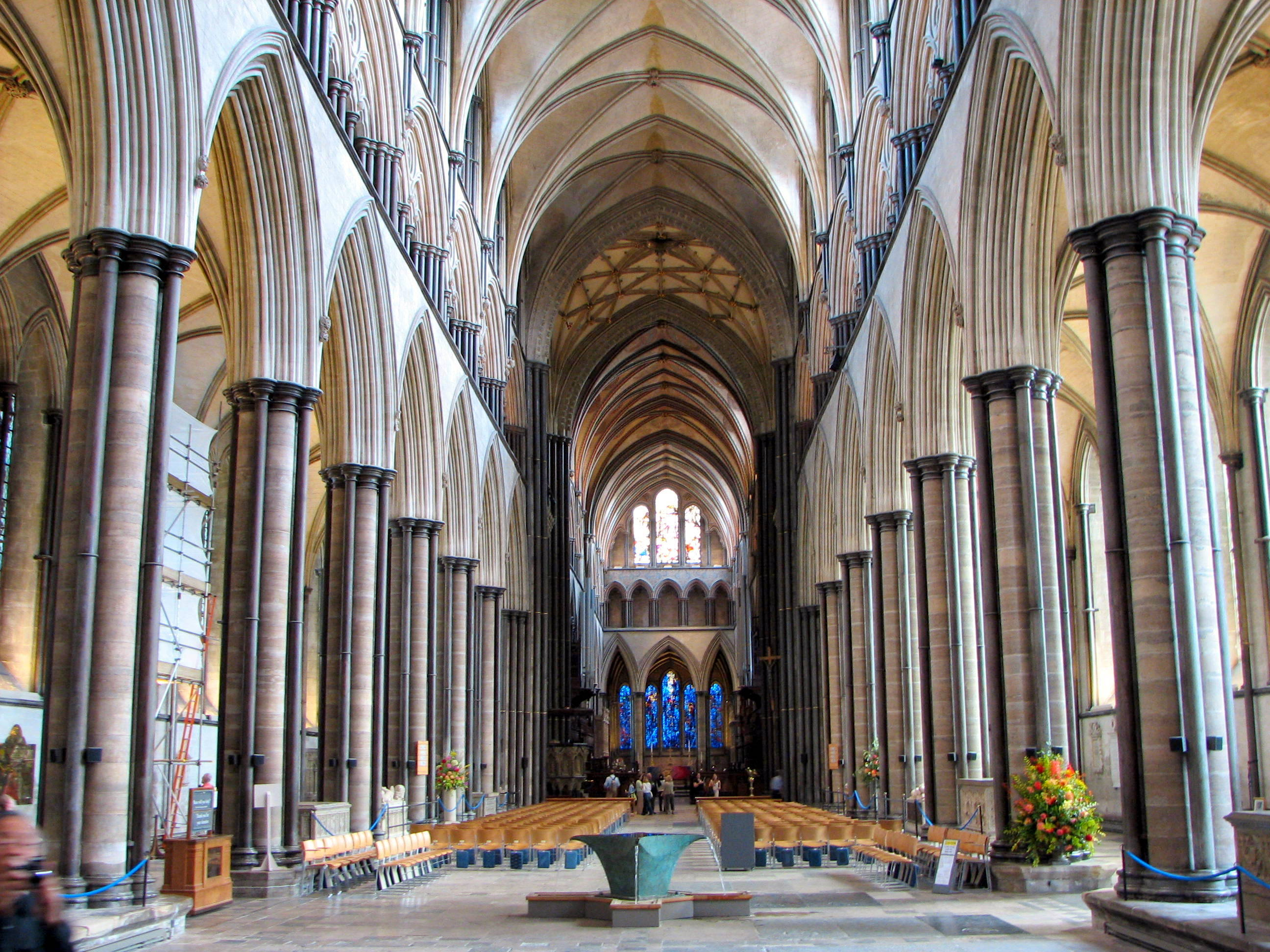
Интерьер
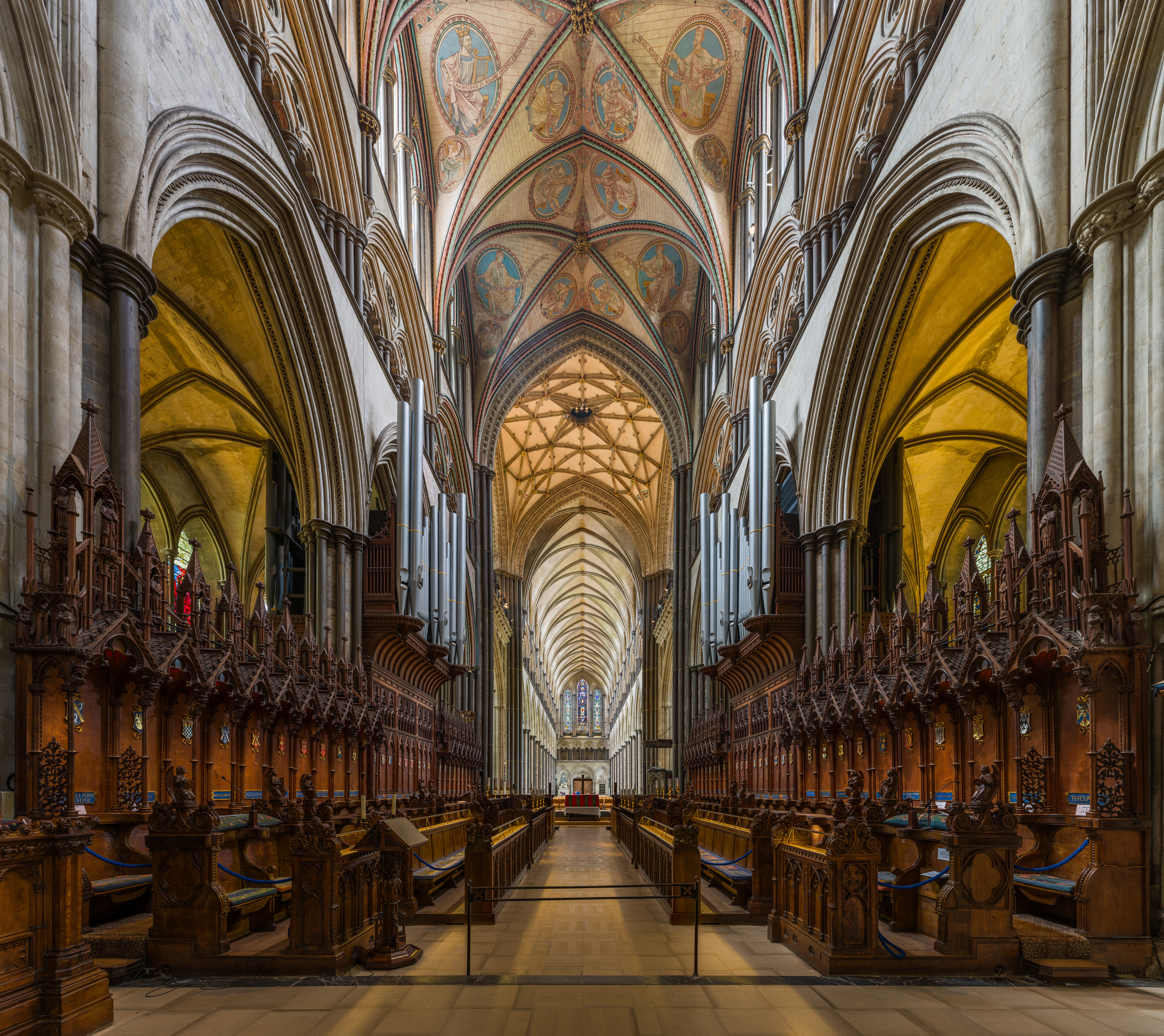
Хоры
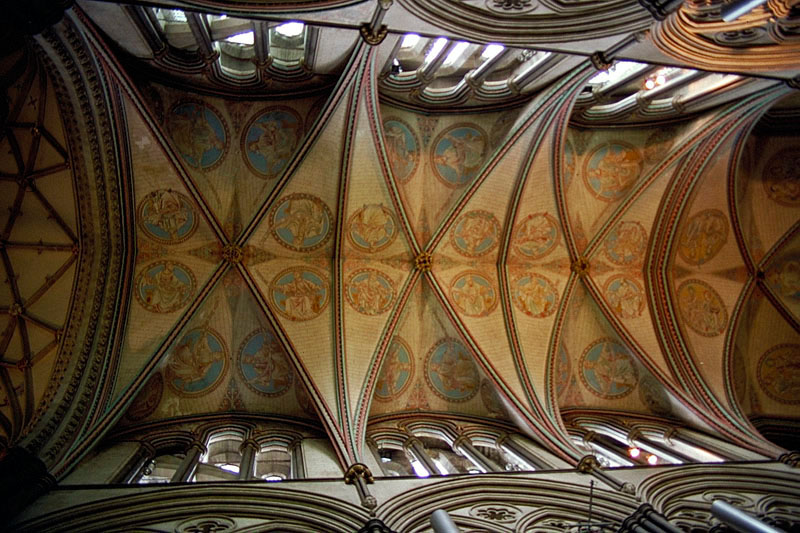
Своды
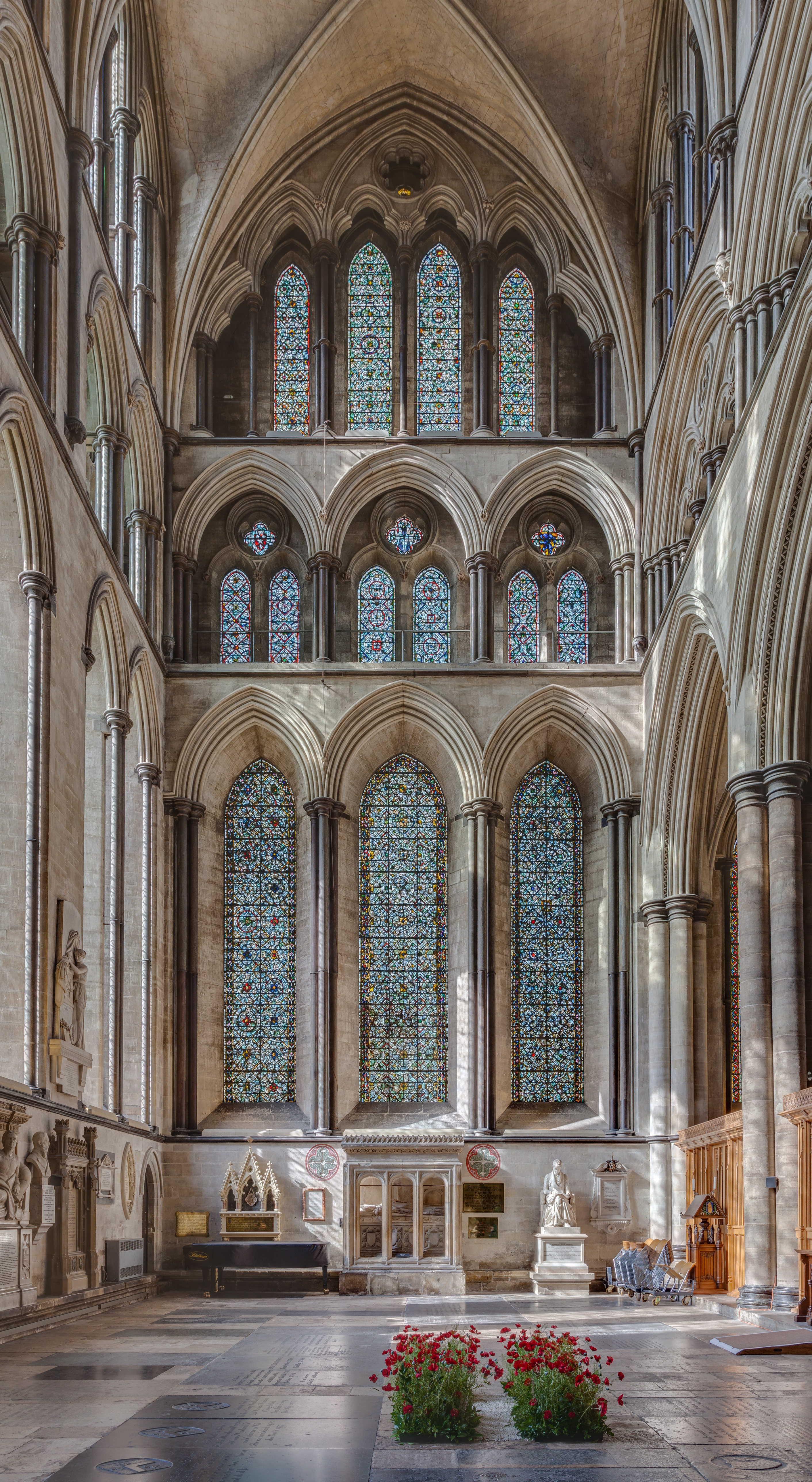
Ланцетные окна северного трансепта
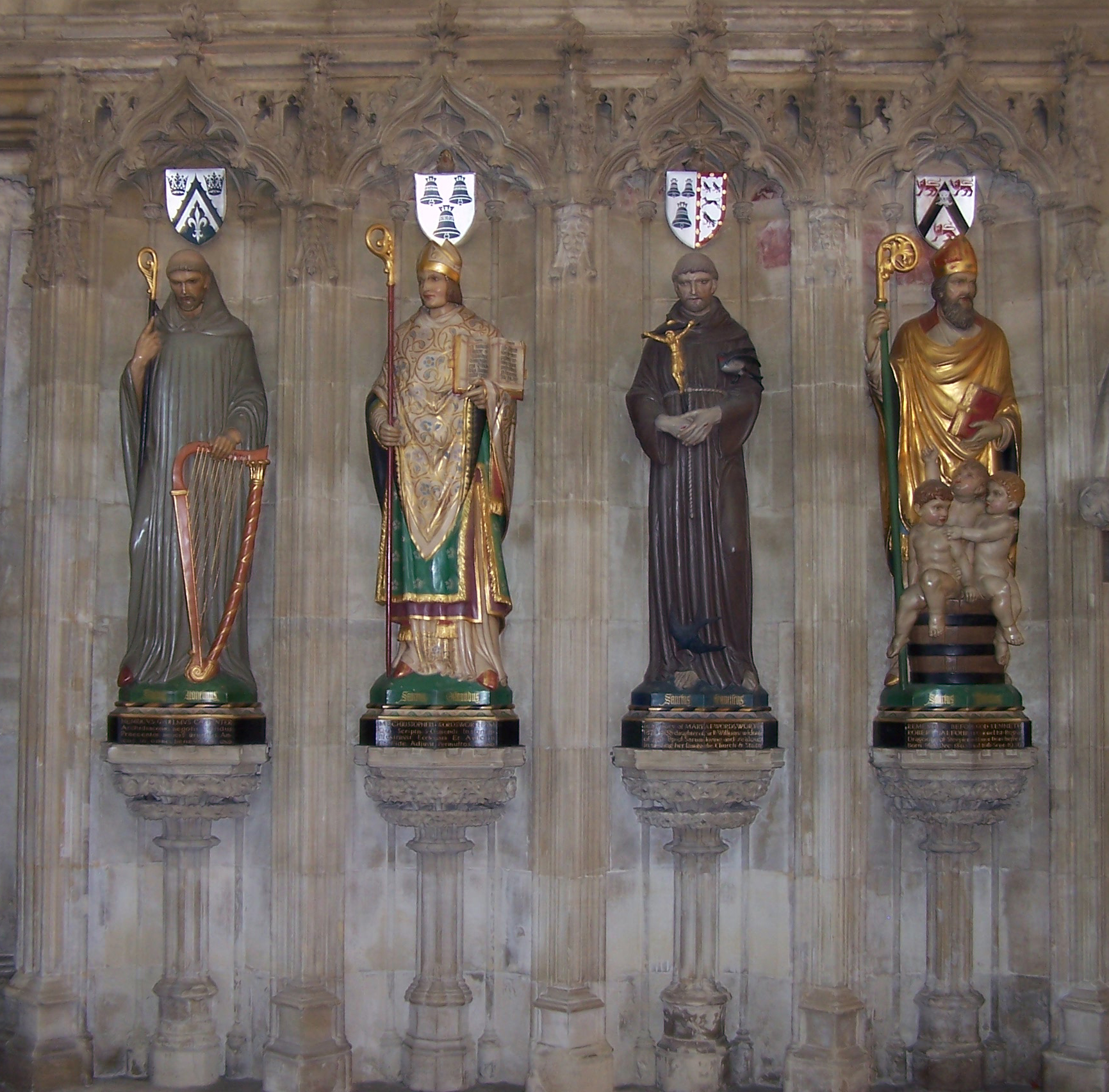
Скульптуры
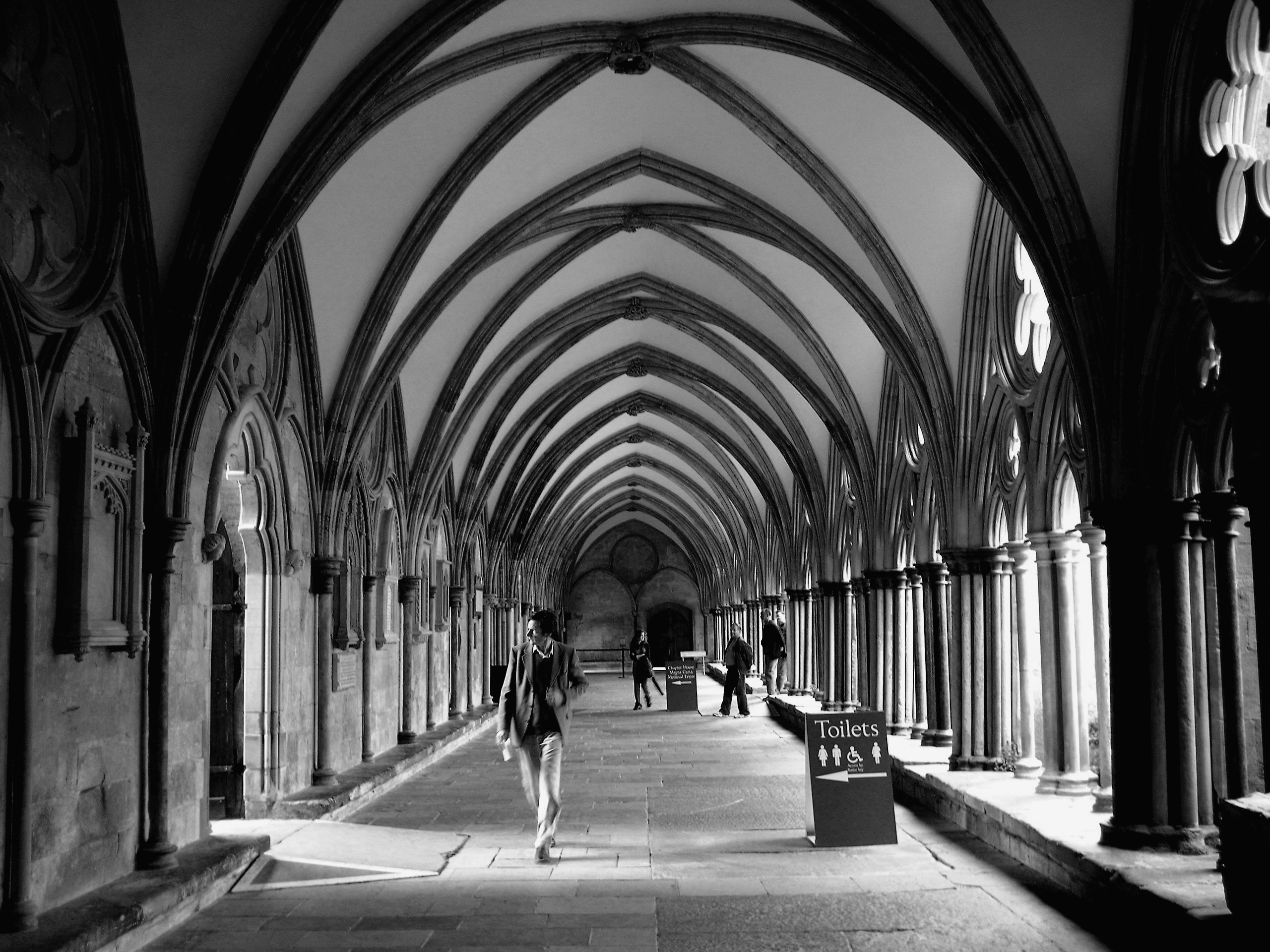
Восточная галерея клуатра
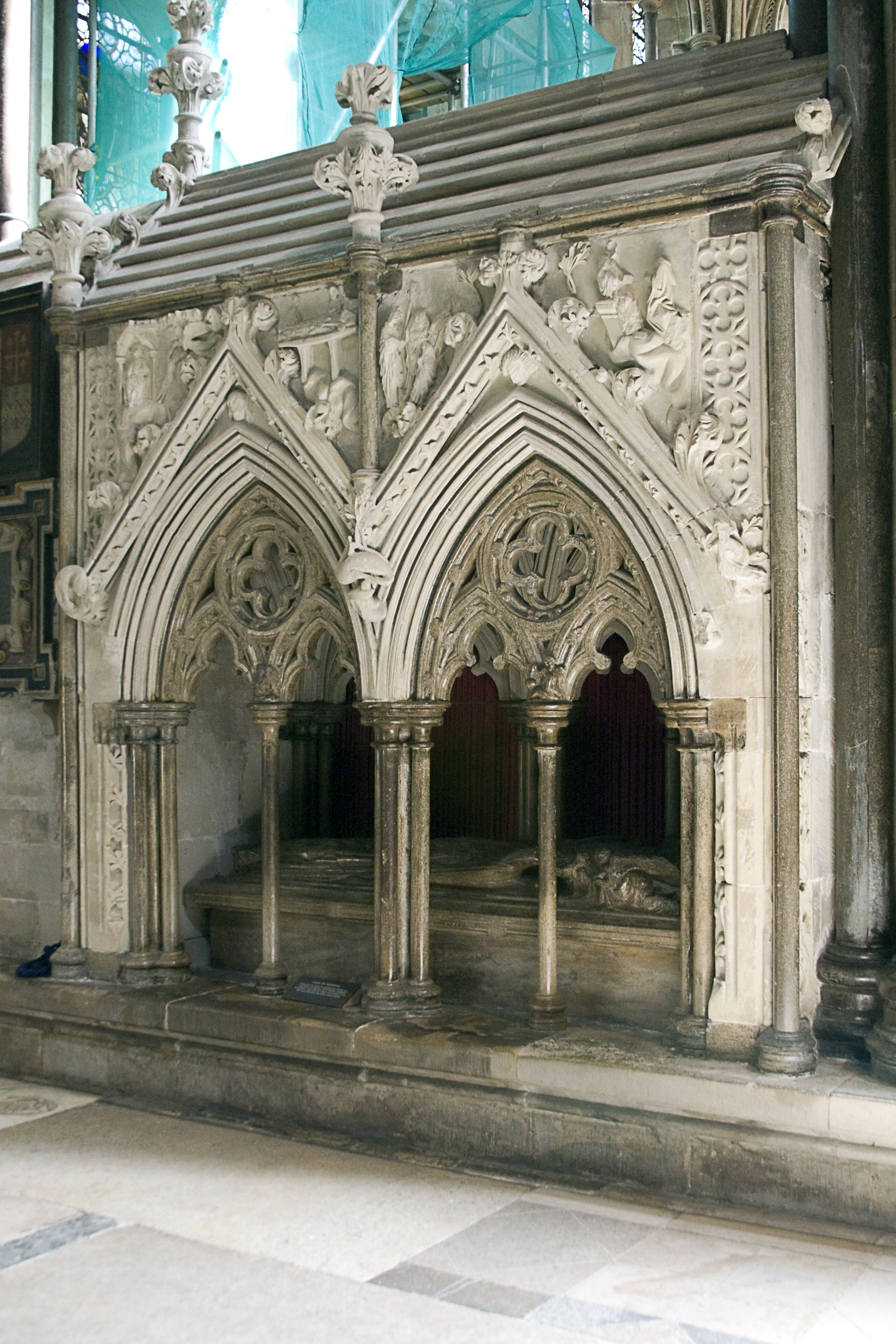
Могила епископа Жиля Бридпорта[англ.] (†1262)
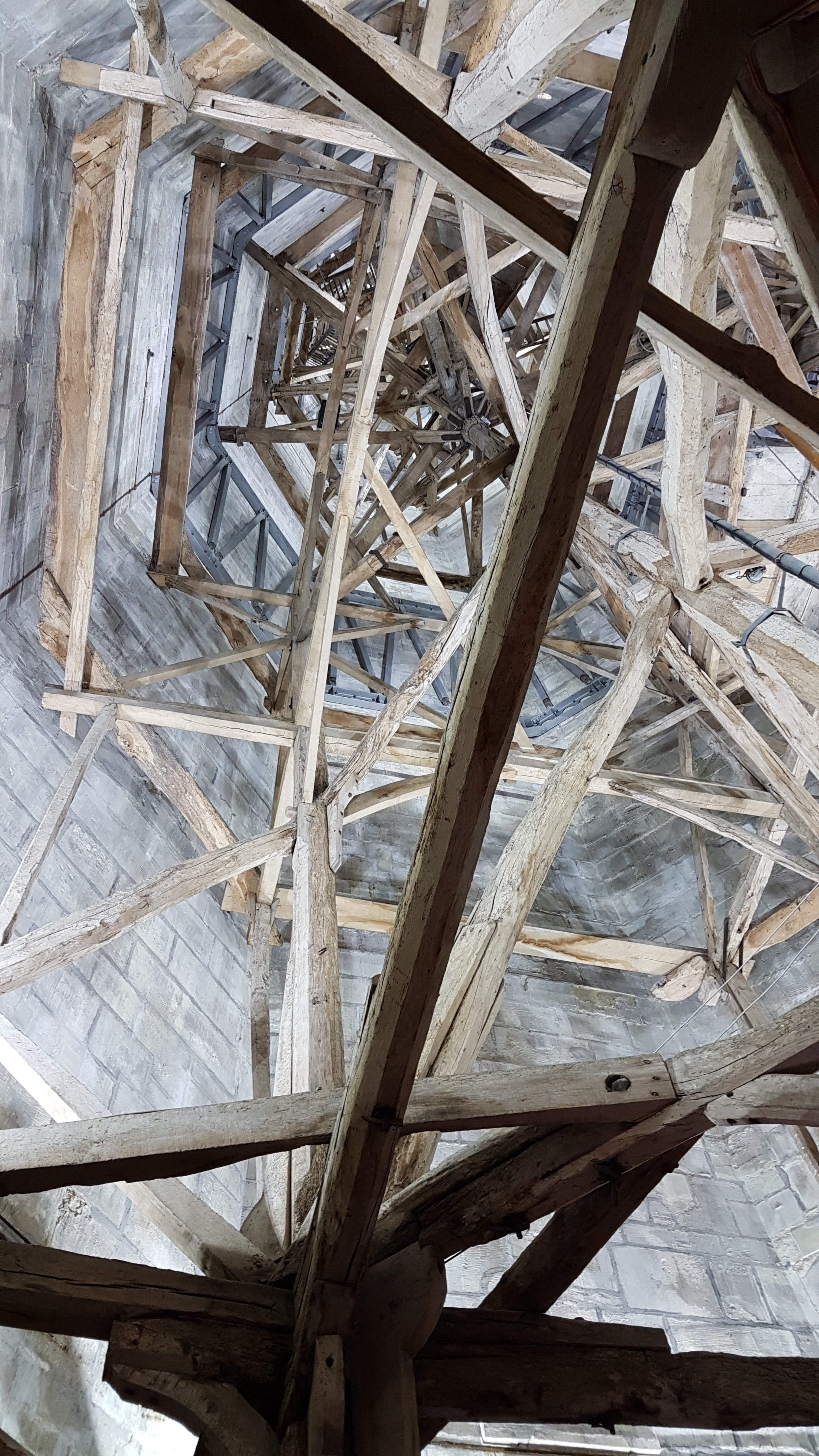
Каркас шпиля
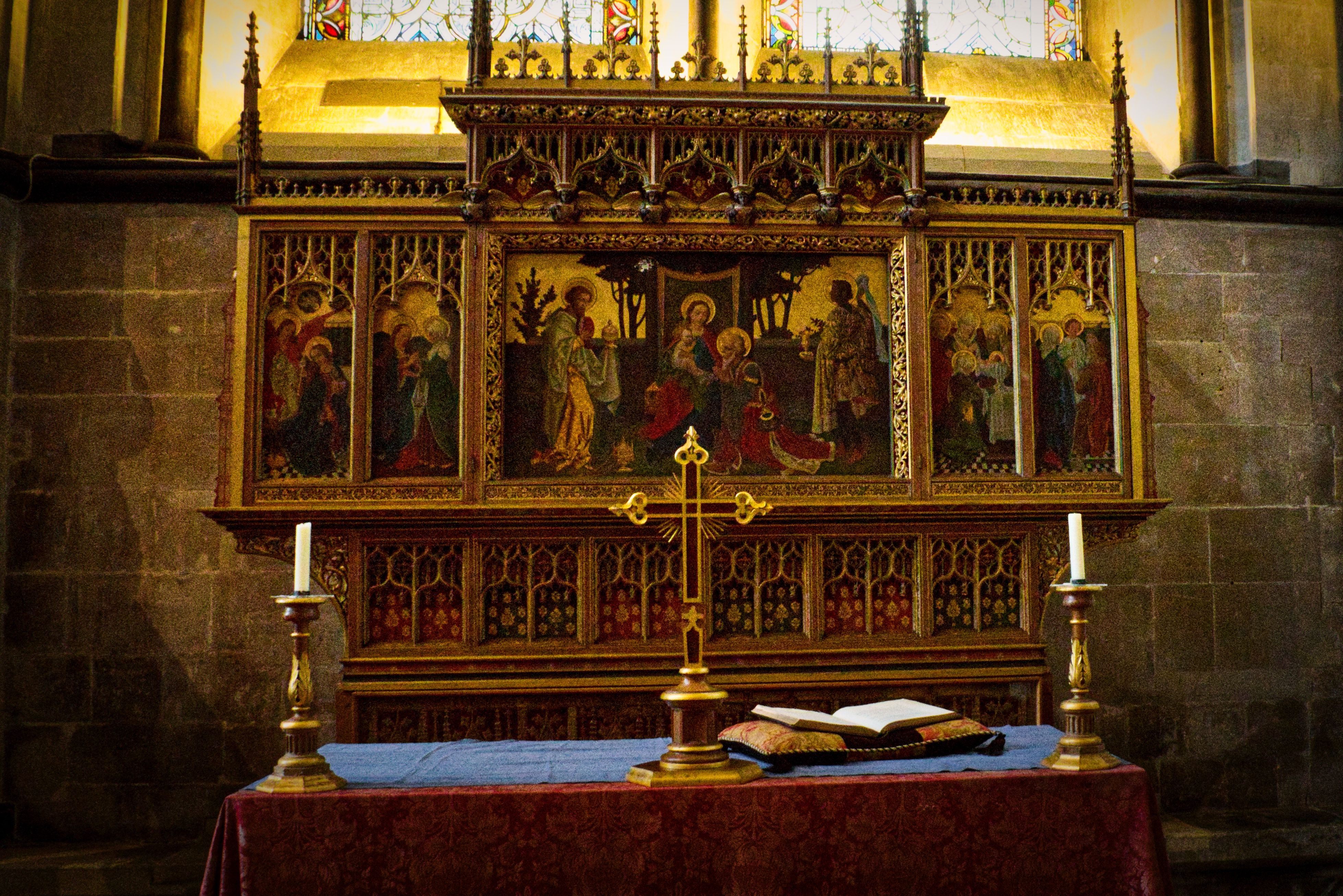
Заалтарный образ в капелле Девы, северный трансепт, Чарльз Эдгар Бакеридж[англ.], 1896